# Archidiocèse de Tyr
L'archidiocèse de Tyr était un archidiocèse situé dans le royaume latin médiéval de Jérusalem.

## Histoire
Le siège de Tyr était l'archevêché le plus prestigieux sous l'autorité des patriarches d'Antioche à partir du Ve siècle. Les archevêques avaient plus d'une douzaine de suffragants, dont les évêques d'Acre, de Beyrouth, de Byblos, de Sidon, de Tripoli et de Tortose.
Les croisés s'emparèrent de Tortose (aujourd'hui Tartous en Syrie) en 1102, de Byblos en 1103 et de Tripoli en 1109. À la fin des années 1170, Guillaume de Tyr écrivit que Bernard de Valence, le patriarche latin d'Antioche, allait bientôt nommé des évêques latins aux trois évêchés. Les documents écrits au début du XIIe siècle ne faisaient pas référence aux évêques de ces trois diocèses, ce qui suggère que les trois sièges, tous situés dans le comté croisé nouvellement établi de Tripoli, étaient en fait laissés vacants. Après que le roi Baudouin Ier de Jérusalem eut pris Sidon et Beyrouth en 1110, Gibelin de Sabran, le patriarche latin de Jérusalem, convainquit Baudouin Ier de demander au pape Pascal II de placer les deux sièges et l'évêché d'Acre sous la juridiction des patriarches de Jérusalem. Acceptant l'argumentation du roi, le pape décida le 8 juin 1111 que les limites des provinces ecclésiastiques devaient suivre les frontières politiques. Le patriarche Bernard protesta, mais le pape confirma sa décision, soulignant son droit de modifier les limites des patriarcats.